# Филип Маџарин
Филипо Сколари (итал. Philippo Scolari; 1369 — 1426), познат исто као Pipo Spano, Pipo Ozorai, Пипо од Озоре, био је тоскански ратник у служби угарског двора. У српским народним песмама Филип Маџарин се спомиње као побратим Марка Краљевића.
Пореклом Флорентинац из Тоскане, Филип Маџарин постао је угарски великаш, најближи сарадник угарског краља Жигмунда и његов поузданик. Био је такође тамишки жупан. Имао је важну улогу у посредовању између деспота Стефана Лазаревића и краља Сигисмунда 1402. где је Стефан Лазаревић признао врховну власт угарског краља, заузврат је деспот Стефан добио од Жигмунда Луксембуршког Београд са Мачвом (Macsoi Bánság) и Голубац, даље Сланкамен и околна села, и властелинства у Угарској као град Дебрецин у средишном делу Угарске, трговиште Бесермењ и 34 села у бихарској (Bihar) и суседној саболчкој жупанији (Szabolcs), даље 15 села у сатмарској жупанији, уз то и град Сатмар и исто тако важне трговачке и рудничке градове Немци, Нађбања (Rivulus Dominarum) и Фелшебања (Medius Mons), те и поред Београда и Мачве можда најважније — управљање бодрошке жупаније (Бодрог, у данашњој Бачкој) и торонталске жупаније (Торонтал, у данашњем Банату) и саме сатмарске жупаније (Szatmár).
Женидбом са чланом аристократске породице Озораји, Филип је постао члан угарске властеле и познат као Пипо од Озоре. У то време прославио се као млади, талентовани војсковођа краља Жигмунда. Предводио је 1411. неуспешни поход у северној Италији коју је Жигисмунд као римски цар и немачки краљ хтео да врати под своју контролу. Више успеха је имао у борбама против Османлија, па је тако ратовао са њима 1417. године у Влашкој, 1418. око Београда, а 1419. у Босни, где је и склопио петогодишње примирје. Према неким изворима био је члан реда змаја коме је припадао и деспот Стефан Лазаревић.
Спомиње се и у српској народној песми Марко Краљевић и Филип Маџарин коју је написао Вук Стефановић Караџић у делу Пјесме јуначке најстарије, књига друга 1845.